# Tatjana Ruhland

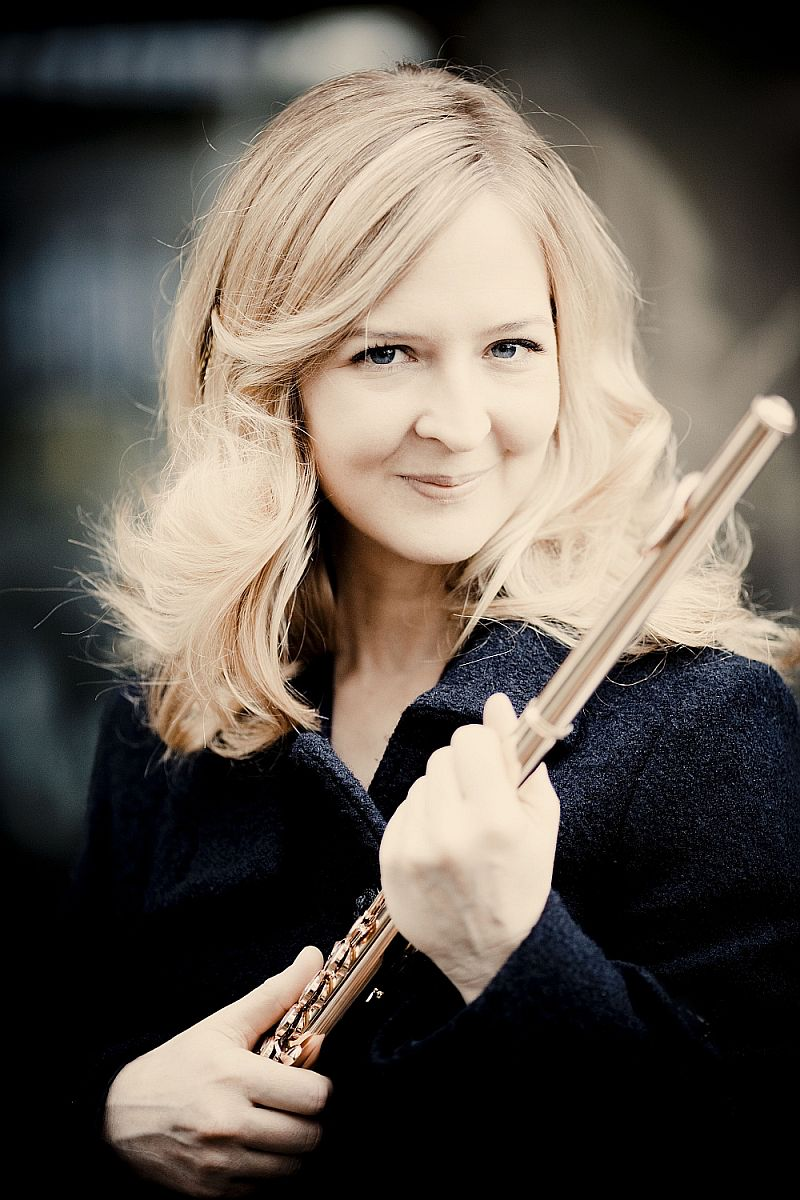
Tatjana Ruhland

Tatjana Ruhland (geboren am 9. August 1972 in Regensburg) ist eine deutsche Flötistin.

## Leben
Ihre Ausbildung erhielt Tatjana Ruhland an der Hochschule für Musik und Theater München bei Paul Meisen und András Adorján, an der Manhattan School of Music in New York bei Jeanne Baxtresser, wo sie 1998 mit dem Titel Master of Music in Orchestral Performance abschloss, sowie an der Accademia Musicale Chigiana in Siena bei Aurèle Nicolet.
Tatjana Ruhland ist als Solistin, Kammermusikerin, Pädagogin und Orchestermusikerin tätig. Sie tritt regelmäßig bei Festivals auf wie dem Heidelberger Frühling und der Bachwoche Ansbach, beim Festival der Deutschen Gesellschaft für Flöte, dem Beethovenfest in Bonn, dem Würzburger Mozartfest, dem Musikfest Stuttgart, dem Rheingau Musik Festival, den BBC Proms, dem Prager Frühling und dem Festival de Radio France.
Konzertreisen führten sie zu Solokonzerten u. a. nach Belgien, Italien, Japan, Taiwan, Brasilien, Argentinien und in die USA.
Tatjana Ruhland spielte auch im Orchester der Bayreuther Festspiele unter Christian Thielemann.
Seit 2000 ist Tatjana Ruhland Solo-Flötistin im SWR Symphonieorchester (bis 2016 Radio-Sinfonieorchester Stuttgart) und regelmäßiger Gast als Solo-Flötistin u. a. bei Rundfunk- und Konzertorchestern wie den Berliner Philharmonikern, dem Symphonieorchester des Bayerischen Rundfunks, dem Bayerischen Staatsorchester, den Bamberger Symphonikern, dem Tonhalle-Orchester Zürich, dem NDR Elbphilharmonie Orchester und dem hr-Sinfonieorchester Frankfurt.
Als Solistin musizierte Tatjana Ruhland u. a. mit folgenden Klangkörpern: SWR Symphonieorchester, Bayerisches Staatsorchester München, Deutsche Radio Philharmonie Saarbrücken Kaiserslautern. Im Dezember 2018 gastierte sie bei den Berliner Philharmonikern mit Claude Debussys Prélude à l’après-midi d’un faune. Sie ist kammermusikalische Partnerin von Patricia Kopatchinskaja, Wen-Sinn Yang, Emmanuel Pahud, Angela Hewitt, Christina Landshamer, Eckart Heiligers, Matthias Höfs, Christian Schmitt, Yaara Tal und Oliver Triendl.
2022 wurde Tatjana Ruhland auf eine Professur für Querflöte an der Staatlichen Hochschule für Musik und Darstellende Kunst Mannheim berufen. Von 2009 bis 2017 unterrichtete sie eine Flötenklasse an der Hochschule für Musik Saar in Saarbrücken. Tatjana Ruhland gibt Meisterkurse in Europa, Japan und den USA. So war sie als Dozentin an der Manhattan School of Music und der Juilliard School in New York zu Gast, außerdem an der Carnegie Mellon University in Pittsburgh und dem Orchesterzentrum NRW in Dortmund. Als Jurorin ist die Musikerin bei internationalen Wettbewerben in Deutschland und Japan tätig. Sie ist Mitglied der Jury und des Beirats des Deutschen Musikwettbewerbs.
Tatjana Ruhland ist verheiratet mit dem Konzert-Organisten Christian Schmitt.

## Auszeichnungen
- 1. Preis beim Deutschen Hochschulwettbewerb 1996
- 1. Preis beim internationalen Wettbewerb Prager Frühling (1996)
- Preisträgerin des internationalen Wettbewerbs für Flöte in Kobe, Japan (1997)
- Preisträgerin des Wettbewerbs east&west International Auditions New York (1999)
- Stipendiatin des Deutschen Musikwettbewerbs
- Opus Klassik Konzerteinspielung des Jahres (Musik des 19. Jh.) für die CD Carl Reinecke: Flute Concertos & Flute Sonatas (cpo)

## Diskographie
- Charles Koechlin: Kammermusik mit Flöte (Hänssler, 2004)
- Werke von Mel Bonis (Hänssler, 2008)
- Werke von Krzysztof Penderecki (Flötenkonzert) und Johann Sebastian Bach (2. Orchestersuite und Solowerke; Coviello, 2016)
- Carl Reinecke: Flötenkonzerte und Sonaten (cpo, 2017)
- August Eberhard Müller: Flötenkonzerte (cpo, 2018; Vol. II 2022)
- La flûte à l'école de Paris (Oehms, 2022)
- David Philip Hefti, Carl Philipp Emanuel Bach: Flötenkonzerte (Coviello, 2024)
- zahlreiche Rundfunkproduktionen